# 羽叶薯
羽叶薯（学名：Ipomoea polymorpha），又名變葉立牽牛，为旋花科番薯属的植物。分布于印度尼西亚、中南半岛、埃塞俄比亚、台湾岛、菲律宾、澳大利亚、马来西亚以及中国大陆的海南等地，多生长在滨海沙滩草地，目前尚未由人工引种栽培。